# 范氏姮
范氏姮（越南语：／；1810年6月20日—1901年5月22日），又名范氏嫦（越南语：／）和范氏浩（越南语：／），德國公范登興之女，阮朝紹治帝的皇后，嗣德帝生母。

## 生平
范氏姮是嘉定省新和縣新年東村（今前江省鵝貢市）人，嘉隆九年六月二十日（1810年6月20日）出生。她是范登興和端慈夫人范氏的長女。由於在年幼時就美麗而善解人意，因此被仁慈皇太后陳氏璫相中，明命四年（1823年）成為明命帝長子阮福綿宗（即後來的紹治帝）的府妾。15歲（1823年）時生下了延福公主阮玉靜好，三年後生皇女阮玉淵懿。明命十年八月二十五日（1829年9月22日），她又生下了皇子阮福洪任，也就是後來的嗣德帝。
紹治元年（1841年），范氏姮因丈夫登基為紹治帝，獲封為宮嬪。紹治三年（1843年），晉為二階誠妃。紹治六年（1846年），晉一階貴妃。紹治七年（1847年）紹治帝逝世後，范氏姮的兒子阮福洪任繼位為嗣德帝。嗣德二年（1849年），嗣德帝為尊范氏姮為皇太后。
嗣德三十六年（1883年），嗣德帝駕崩，遺命阮文祥、尊室說、陳踐誠三人輔政。范氏姮太皇太后的身份繼續參與朝政，與莊懿太后、皇太妃等三人併稱為「三宮」（Tam Cung）。咸宜元年（1885年）春，咸宜帝奉嗣德帝遺詔，晉尊范氏姮為慈裕太皇太后（越南语：／）。同年五月，尊室說發動勤王運動，三宮與咸宜帝一起，被尊室說挾持到了廣治省以對抗法軍。但在阮文祥和法國人的壓力下，尊室說被迫釋放了三宮，並經謙陵（嗣德帝陵寢）返回順化。
同慶二年（1887年）閏四月，同慶帝給范氏姮上徽號慈裕博惠太皇太后（越南语：／）。成泰元年（1889年）四月，成泰帝加徽號為慈裕博惠康壽太太皇太后（越南语：／），這也是世界歷史上唯一一位太太皇太后。
成泰十三年（1901年），慈裕太太皇太后范氏姮逝世，享年90歲。諡號儀天贊聖慈裕博惠齋肅慧達壽德仁功章皇后（越南语：／），與紹治帝合葬於昌陵。
胡志明市的慈裕病院就是為了紀念慈裕太后而命名的。
2020年播出的越南古裝電視劇《鳳釦》講述了她的一生。

## 影視形象
| 演員 | 年份   | 影視作品 | 備註   |
| 红桃 | 2019年 | 《鳳扣》 | 范皎月 |

## 脚注
1. ↑  生日見於《大南實錄》正編列傳二集卷二。
2. ↑  《欽定大南會典事例續編》卷三十二 禮部十六·禁條·敬避諱字：慈諱應加錄一字左從女右從亘（左從女右從常同）、一字左從氵右從告。
3. ↑  . 新浪.   [2019-06-05]. （原始内容存档于2020-06-23）.